# Vliek

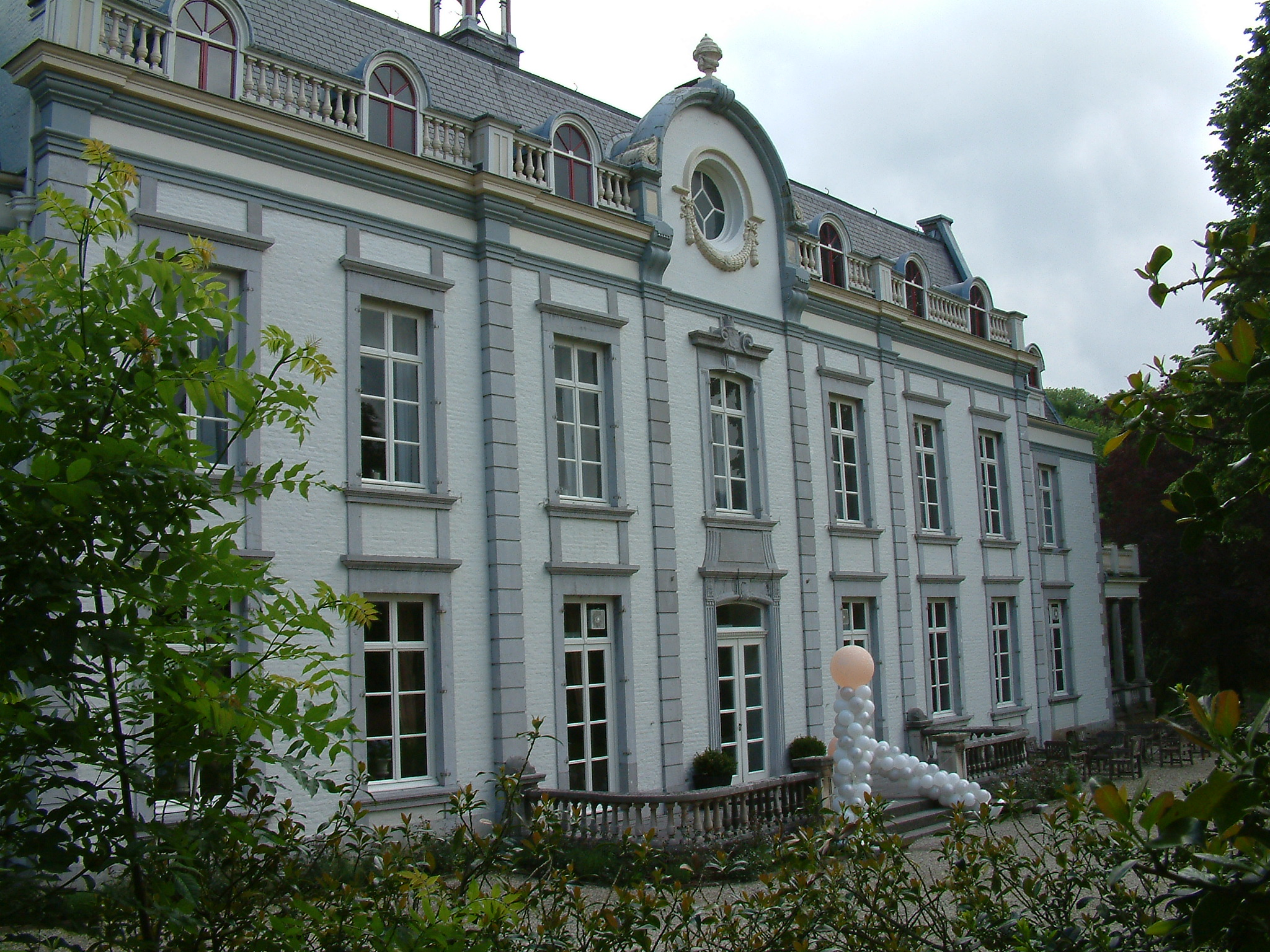
Kasteel Vliek

Vliek is een buurtschap ten zuidwesten van Ulestraten in de gemeente Meerssen in de Nederlandse provincie Limburg. De buurtschap is aan Ulestraten vastgegroeid.
In Vliek staat het kasteel Vliek uit 1725 dat ligt in het Watervalderbeekdal waarin de Vliekerwaterlossing stroomt. Bij het kasteel behoren een vierkantshoeve met een tiendschuur, een koetshuis en een park met vijvers en bronnen. In de buurtschap staat ook een vakwerkhuis. Bij Vliek ontspringt de Catharinabron.
Langs de buurtschap stroomt de Vliekerwaterlossing die deels langs en door het hellingbos Vliekerbos stroomt.
Dorpen: Bunde · Geulle · Geulle aan de Maas · Meerssen · Moorveld · Rothem · Ulestraten

Buurtschappen en gehuchten: Broekhoven · Brommelen · Genzon · Groot Berghem · Hulsen · Humcoven · Hussenberg · Kasen · Klein Berghem · Oostbroek · Raar · Schietecoven · Snijdersberg · Stommeveld · Vliek · Voulwames · Waterval · Weert · Westbroek

Limburg: Steden en dorpen      Nederland: Provincies · Gemeenten